# اویوکو دانتای

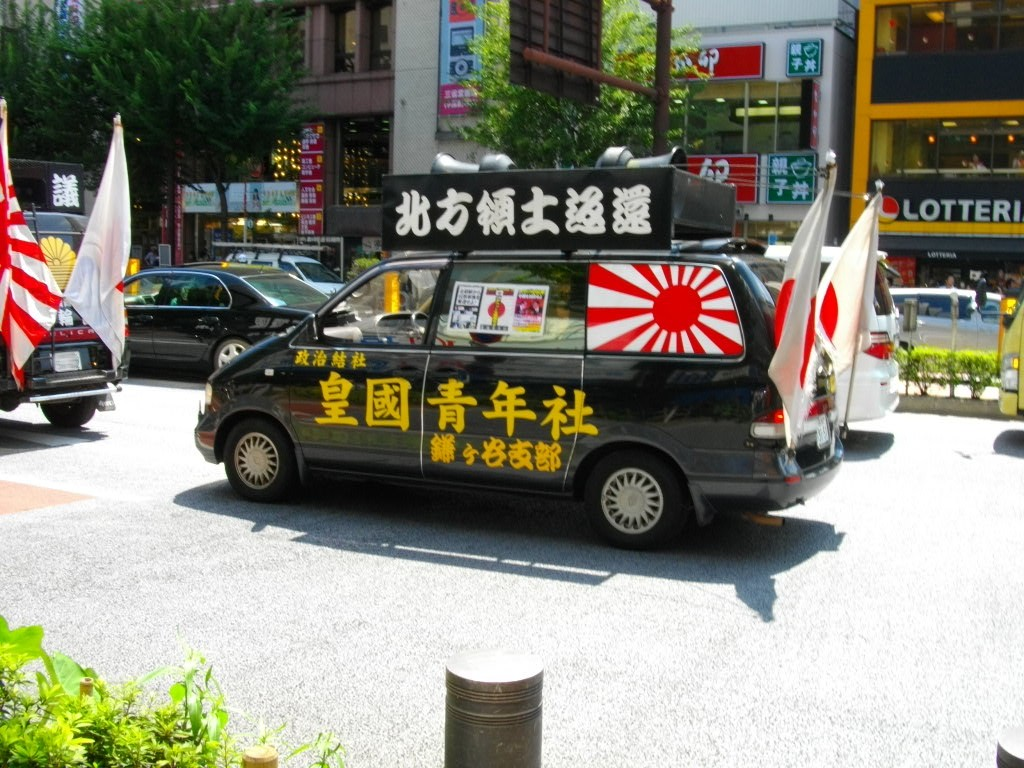
نمایی از یک خودروی اویوکو دانتای در حین تظاهرات - ۲۰۰۹

اویوکو دانتای (به ژاپنی: 右翼団体 Uyoku dantai)، گروه‌های راست ژاپن، گروه‌های ملی‌گرای ژاپنی و ملی‌گرایی افراطی و طرفدار  سیاست‌های راست تندرو در ژاپن هستند. در سال ۱۹۹۶ و ۲۰۱۳، آژانس پلیس ملی (ژاپن) تخمین زد که بیش از ۱۰۰۰ گروه راست در ژاپن با حدود ۱۰۰۰۰۰ عضو وجود دارد.